# Lijst van Filipijnse eilanden

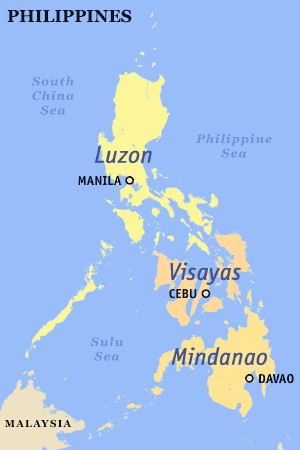
De Filipijnen met de belangrijkste eilandengroepen Luzon, Visayas en Mindanao

Hieronder staat een lijst van eilanden in de Filipijnen. Het totale aantal eilanden in de Filipijnen bedraagt 7641, dus deze lijst is verre van compleet. 

## Luzon
- Alabat
- Babuyan-eilanden
  - Babuyan
  - Calayan
  - Camiguin
  - Dalupiri
  - Fuga
- Banton
- Bataneilanden
  - Balabac
  - Batan
  - Itbayat
  - Sabtang
- Burias
- Caballo
- Cabarruyan
- Catanduanes
- Corregidor
- Jomalig
- Lubang-eilanden
  - Ambil
- Luzon
- Marinduque
- Masbate
- Mindoro
- Polillo-eilanden
  - Kalatkot
  - Polillo
  - Patnanungan
  - Jomalig
  - Palasan
- Romblon
  - Carabao
  - Maestre de Campo
  - Romblon
  - Sibuyan
  - Simara
  - Tablas
- Ticao

## Visayas
- Apo
- Bantayan
- Biliran
- Biri
- Bohol
- Boracay
- Buad
- Cagayaneilanden
- Calamianeilanden
  - Busuanga
  - Culion
  - Linapacan
  - Coron
- Calauit
- Calicoan
- Camandag (Samar)
- Camotes-eilanden
- Capul
- Cebu
- Cuyo-eilanden
  - Cuyo
- Homonhon
- Leyte
- Mactan
- Negros
- Panay
- Panaon (eiland) (in Southern Leyte)
- Panglao
- Palawan
- Poro
- Samar
- Santo Niño (Samar)
- Siquijor

## Mindanao-eilandengroep
- Balut
- Basilan
- Bongao
- Bongo
- Bucas Grande
- Cagayan Sulu
- Camiguin
- Dinagat
- Masapalid
- Mindanao
- Pangutaran
- Samal
- Sarangani
- Siargao
- Sibutu
- Tawi-Tawi